# Isotype
Nel graphic design e in sociologia, Isotype (un acronimo di International System of Typographic Picture Education) è un sistema basato su pittogrammi, progettato dall'insegnante e filosofo austriaco Otto Neurath e dall'illustratore Gerd Arntz per comunicare le informazioni in modo semplice e visuale, senza l'utilizzo (o con un uso limitato) della lingua scritta e parlata.
Isotype è stato sviluppato per diffondere informazioni quantitative con obiettivi sociali: nelle intenzioni originarie di Neurath, Isotype avrebbe dovuto essere utilizzato dagli insegnanti per facilitare la comprensione ai bambini, ma, alla fine, ha rivoluzionato la segnaletica pubblica, l'infografica e la rappresentazione dei dati quantitativi moderne. Attraverso un'immagine si esprimono migliaia di parole: per questo viene definito "linguaggio internazionale per immagini" o "linguaggio visivo ausiliario".
Da un punto di vista visivo deve molto alle linee pulite e all'estetica realista e Art déco. Le caratteristiche di ogni segno del sistema sono: semplicità, riconoscibilità, immediatezza. I segni non dovrebbero essere troppo dettagliati, dovrebbero essere comprensibili senza l'aiuto di parole e dovrebbero consentire un utilizzo simile a quello dei caratteri tipografici. La tavolozza cromatica viene limitata, suggerendo l'uso di solo 7 colori, sufficientemente differenti tra loro da essere sempre identificati dall'osservatore: bianco, blu, verde, giallo, rosso, marrone e nero. Neurath ha teorizzato tre livelli di lettura: “Un'immagine che fa un buon uso del sistema deve trasmettere tutte le informazioni importanti riguardo all'elemento che rappresenta. Al primo sguardo si vedono gli elementi più importanti, al secondo i meno importanti, al terzo i dettagli. Al quarto, non dovrebbe cogliersi più nulla”.
Neurath fondato l'Isotype Institute con sua moglie Marie Reidemeister.
In Isotype è possibile rintracciare obiettivi comuni con il progetto Geoscope di Buckminster Fuller.
I seguenti progetti si possono considerare derivati da Isotype:
- il sistema di pittogrammi progettato da Otl Aicher per identificare gli sport delle Olimpiadi di Monaco nel 1972;
- gli studi realizzati dell'American Institute of Graphic Arts (AIGA) per il Dipartimento dei Trasporti degli Stati Uniti.